# Cyberhus
Cyberhus er en ikke-kommerciel, digital børne- og ungdomsrådgivning under Center for Digital Pædagogik, der henvender sig til sårbare børn og unge mellem 9-23 år. Cyberhus blev stiftet i 2004 af initiativtager Anni Marquard.
Missionen med Cyberhus er kort fortalt at hjælpe udsatte børn og unge med deres problemer – blot foregår hjælpen ikke ’ansigt til ansigt’ – men via Internettet.
- Formand for IT-Forum Midtjylland, Bo Sejer Frandsen 

## Formål
- At give børn og unge muligheden for selv at påbegynde bearbejdelse af små og store problemer
- At give svar og rådgive om det svære i den enkelte unges liv, eller knytte kontakt og henvise til andre, der kan yde videre hjælp
- At give unge hjælp til selvhjælp i en udviklingsproces frem mod større selvtillid og netværk
- At forebygge livstruende adfærd hos unge, og afhjælpe personlige og sociale følger af ensomhed, isolation og kriser

Endvidere er det en del af formålet at afprøve nye metoder i det netbaseret socialpædagogiske regi for at komme ud til udsatte børn og unge. Cyberhus var blandt de fem nominerede til EU's e-Inclusion awards for netop at inddrage marginaliserede unge , og var blandt vinderne af Balanceprisen 2009.

## Rådgivning
Rådgivningen gives af nogle få fastansatte og ca. 70 frivillige, bl.a. lærere, psykologer, pædagoger, læger og web-designere som dagligt vejleder børn og unge via :
- Rådgivende chat-samtaler
- Rådgivende net-brevkasse
- Netbaserede interaktionsmuligheder for brugerne

Cyberhus er medlem af Medierådet for børn og unge
 og aktiv deltager i IT-og telestyrelsens arbejdsgrupper: Netsikkernu  og GrønIT .